# Javorje, Šmartno pri Litiji
Javorje je naselje v Občini Šmartno pri Litiji.